# Dave Abbruzzese

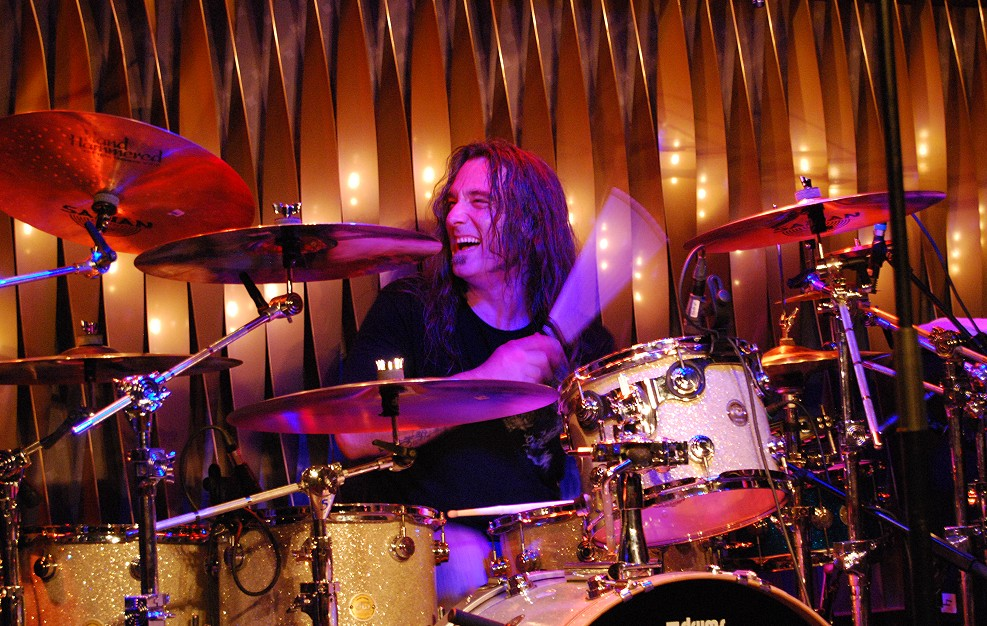
Dave Abbruzzese im BIX in Stuttgart

Dave Abbruzzese (* 17. Mai 1968 in Stamford, Connecticut) ist ein US-amerikanischer Schlagzeuger und wurde vor allem durch seinen Einsatz bei der Band Pearl Jam von 1991 bis 1994 bekannt. 

## Biografie

### 1991–1994
Mit Pearl Jam nahm Abbruzzese unter anderem die beiden Alben Vs. (1993) und Vitalogy (1994) sowie ein MTV-Unplugged-Konzert auf. Beim Album Vitalogy spielte er zwar das Schlagzeug ein, wurde aber noch vor dem Erscheinungstermin von der Band gefeuert. Die Gründe dafür sind ihm nach eigener Aussage selber nicht bekannt, vermutet wird aber ein Zusammenhang mit seiner damaligen Drogensucht. Er pflegt keinen Kontakt mehr zur Band und kann sich mit der Musik, die Pearl Jam nach seinem Rauswurf produzierten, nicht mehr identifizieren.

### Nach Pearl Jam
Nach seinem Rauswurf bei Pearl Jam 1994 zog Abbruzzese von Seattle in ein kleines Dorf in Arizona, überwand sein Drogenproblem, war bei verschiedenen Bands als Schlagzeuger aktiv und versuchte sich oft auch an eigenen Projekten. Dazu zählt unter anderem die Band Green Romance Orchestra. Für dieses Projekt tat Abbruzzese sich mit Musikern, die er bereits vor der Zeit mit Pearl Jam kannte, zusammen, um in Texas zwei Alben aufzunehmen. Gemeinsam mit Stevie Salas und Bernard Fowler, für die er auf seinem eigenen Plattenlabel Alben produzierte und masterte, hatte er auch die Band IMF, die vor allem als Liveband in Erscheinung trat.

### Heute
Bisher konnte er mit seinen Projekten nie einen ähnlich erfolgreichen Status erreichen, der mit seiner Zeit bei Pearl Jam vergleichbar wäre. Zwar wurde er sogar von Axl Rose gefragt, bei Guns N’ Roses zu spielen und probte auch erfolgreich mit der Band, jedoch gefielen ihm die Allüren der Bandmitglieder sowie die kommerzielle Ausrichtung und Bürokratie bei Guns N’ Roses nicht.
Abbruzzese lebt heute zusammen mit seiner Frau, einer Highschool-Lehrerin, und ihrem gemeinsamen Kind in Texas.

## Spieltechnik
Abbruzzese bezeichnet sich selber als hard hitter, d. h., er schlägt meist fest auf sein Schlagzeug, was ihm zu Pearl-Jam-Zeiten einige Probleme bereitet hat. Er setzte sich zu der Zeit Cortison-Spritzen um etwa einer Tendinitis an seinen Handgelenken vorzubeugen. Heutzutage hat er trotz ähnlicher Spielweise nicht mehr mit diesem Problem zu kämpfen.

## Soundbeispiele
- Dave Abbruzzese mit Pearl Jam – Nothingman (Memento vom 24. Oktober 2011 im Internet Archive) (MP3 bei drummerworld.com; 4,4 MB)
- Dave Abbruzzese mit Pearl Jam – Corduroy (Memento vom 24. Oktober 2011 im Internet Archive) (MP3 bei drummerworld.com; 5,5 MB)